# 소콜리나야 고라역
소콜리나야 고라 역(러시아어: Соколиная Гора)은 모스크바 지하철 모스크바 중앙 순환선의 역이다. 